# Huerta
La huerta es un modelo de agricultura para la práctica y explotación de cultivos de regadío, tradicionalmente emplazados en las vegas o valles de los ríos por ser un tipo de agricultura que requiere riego abundante, aunque el sistema de riego por goteo ha revolucionado en gran parte la tradición hortícola, ampliando la geografía hortelana al poder regular el consumo de agua. Pueden aceptar el nombre genérico de cultivos hortícolas, ya que tradicionalmente los principales cultivos de las huertas han sido las hortalizas, verduras, o legumbres, aunque a menudo también incluían árboles frutales. El trabajo de la huerta se completa con las labores de preparación de semilleros o sementeras, trasplante, abono, carda o bina (para eliminar las plantas sobrantes), preparación de estructuras de soporte (para tomateras o legumbres, por ejemplo), etc.

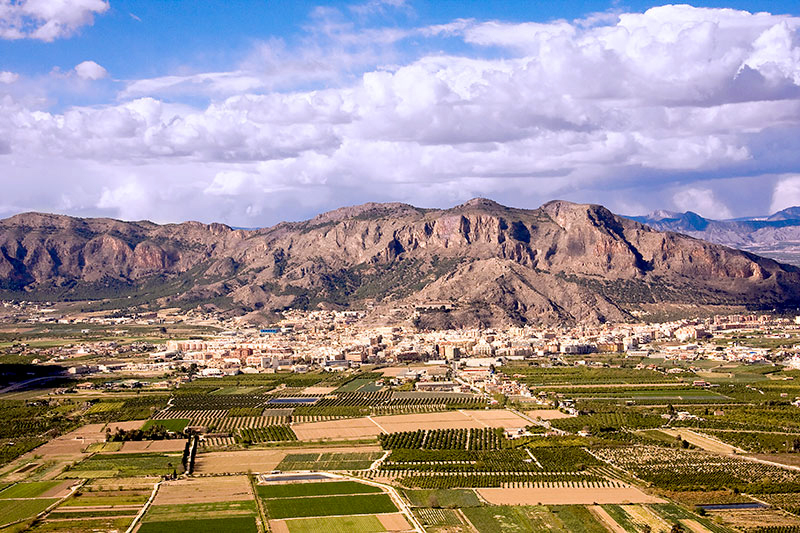
Huertas de Orihuela en la Vega Baja del Segura.

Principales regiones hortícolas de Argentina

## En Patagonia Argentina
Desde comienzos de 1900, los primeros pobladores de esta región sureña de Argentina se dedicaron a la actividad agropecuaria como modo de producción de materia prima para llevar sus productos a Buenos Aires.  Por las inclemencias climáticas de la región Patagónica los lugareños tuvieron que aprender a convivir con los avatares de los lugares fríos de montaña o con los más benévolos como la región de los valles de Río Negro.
La región geográfica con más complicaciones para la producción agrícola familiar es la montañosa. San Carlos de Bariloche no es la excepción y generalmente genera crisis  en la estabilidad de su incorporación como parte de la cultura familiar.
La organización de los distintos viveros en la región, dan vida a las especies exóticas, pero las producciones familiares hortícolas son generadas principalmente por organizaciones de horticultores y capacitaciones o asesoramiento  de INTA.

## En Estados Unidos

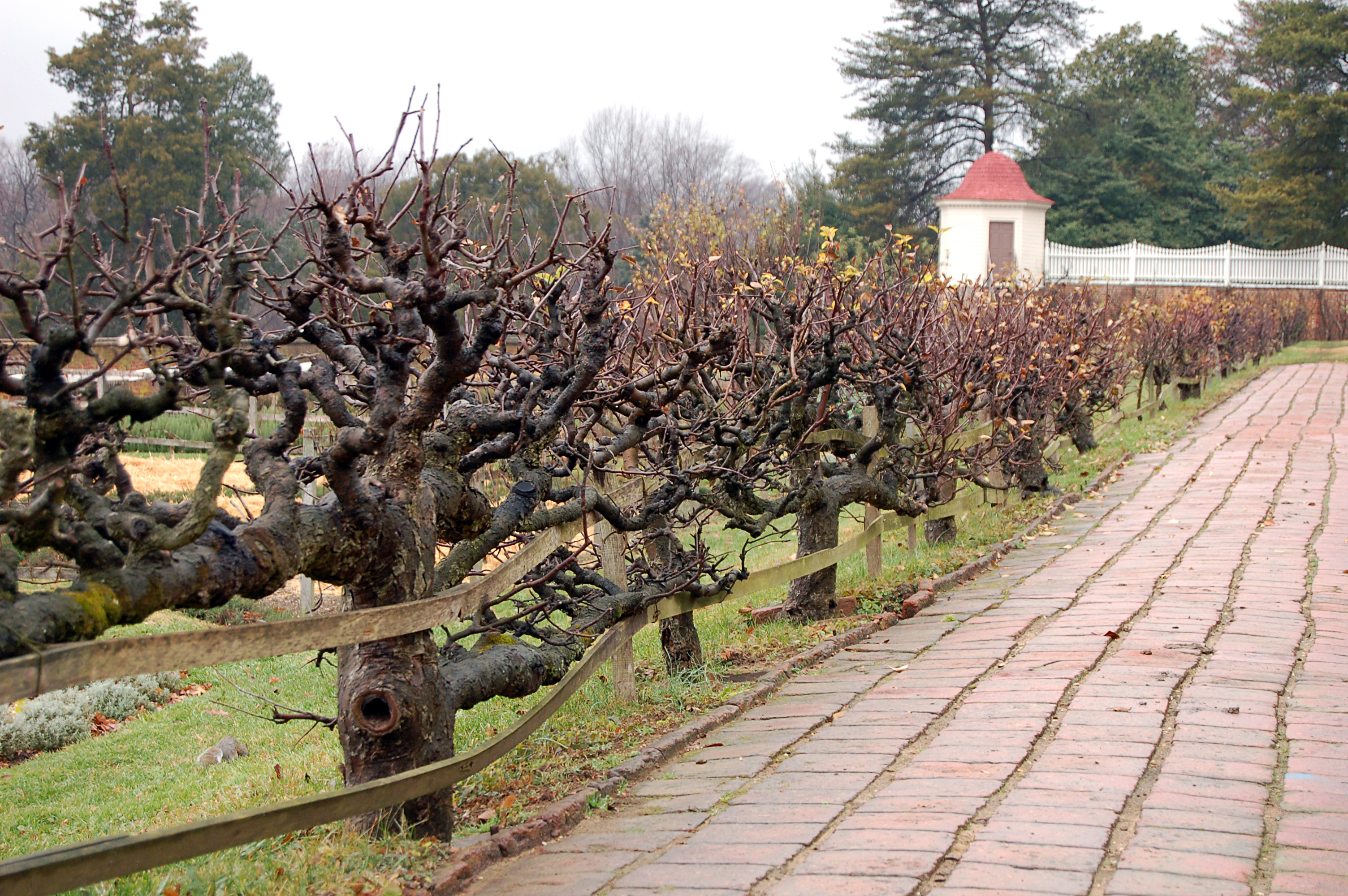
La huerta en la hacienda-plantación de George Washington en Mount Vernon, Virginia, del. Rodeada por un seto, pueden observarse los cultivos para abastecerse de vegetales frescos.

Las casas de la clase terrateniente en los Estados Unidos en el siglo xix (por ejemplo, Mount Vernon, el hogar de George Washington) disponían de una huerta bastante grande (denominada en inglés The Kitchen Garden, ‘el huerto para cocinar’). El modelo se ha conservado en la huerta privada de la Casa Blanca. En Boston, en 2008, se planteó la posibilidad de llevar pequeños campos de cultivo a la ciudad. En el año 2009, ya habían instalado alrededor de 100 «camas-cultivables», una especie de maceteros, con diversas formas y tamaños, que se pueden instalar donde menos se espera, y que son utilizados para autoabastecer a sus propietarios de verduras y hortalizas durante todo el año. En el año 2010, ya habían doblado el número de clientes, y empezaron a extenderse por otras ciudades. Sigue creciendo el número de «camas-cultivables» y dándose soporte y asesoría a particulares, escuelas, tiendas y restaurantes del este de Massachusetts, reduciendo los costes de abastecimiento y sirviendo verduras frescas procedentes de azoteas, patios, jardines o callejones donde da un poco el sol.
La finalidad de este modelo hortícola metropolitano de huerta atomizada –y, por lo tanto, distinto del primitivo huerto tradicional rural- y propiciada bien por entidades gubernamentales como no gubernamentales, no es tanto aportar alimentos, como sí promover una diversificación de los hábitos alimentarios y su calidad.

## En Bogotá, Colombia
En Bogotá se utiliza el concepto de huerta, como los espacios de siembra asociados con la agricultura urbana. En los últimos años, en la ciudad se ha intensificado la realización de huertas, que permiten que la ciudad sea un referente latinoamericano en el tema.

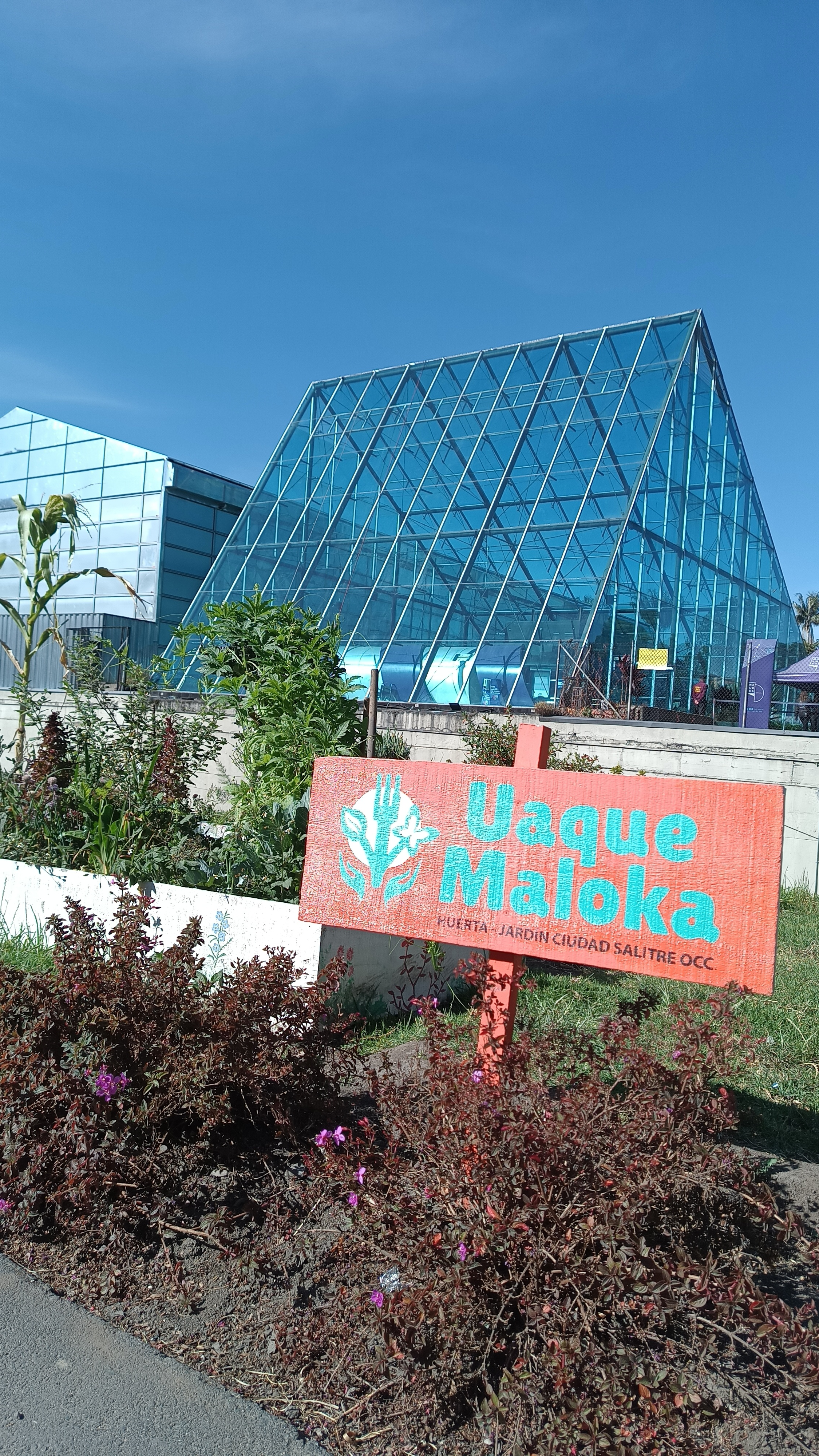
Huerta comunitaria en Bogotá, Colombia.

Por ejemplo,  en los colegios públicos se han generalizado las huertas escolares, como una estrategia autosostenible, que genera consciencia en los estudiantes y futuros ciudadanos frente a las diferentes opciones de producir alimento.

## En la agricultura ecológica
Provocado por la degradación ambiental en todo el planeta, en el siglo xxi se han promovido y desarrollado otros modelo de recuperación de la huerta orgánica de agricultura ecológica, evitando el uso de biocidas (herbicidas, insecticidas, acaricidas, etc.), y recreando un ecosistema que se sostiene con la diversidad de los cultivos, la rotación de los mismos y el aporte de abonos orgánicos.